# 车站街道 (南阳市)
车站街道，是中华人民共和国河南省南阳市卧龙区下辖的一个乡镇级行政单位。

## 行政区划
车站街道下辖以下地区：
顺达社区、铁西社区、车站社区、前进社区、新西南社区、新西北社区和兴运社区。